# کرو کرو بونیتو
کرو کرو بونیتو (به انگلیسی: Kero Kero Bonito; KKB) گروهٔ موسیقی ایندی پاپ بریتانیایی می‌باشد که در سال ۲۰۱۳ در لندن به‌وجود آمد.
سبک موسیقی این گروه ترکیبی‌ست از ایندی پاپ، الکتروپاپ، دنس-راک، هایپرپاپ و بابلگام پاپ. آثار اولیهٔ آن‌ها تحت تأثیر جی-پاپ مانند آثار کیاری پامیو پامیو، همچنین دنس‌هال و موسیقی بازی‌های ویدیویی شکل گرفته بود؛ با این حال، پس از انتشار ئی‌پی سال ۲۰۱۸ آن‌ها که تی‌اوتی‌ئی‌پی نام دارد، سبک و الهامات‌شان متنوع‌تر شد. دومین آلبوم استودیویی این گروه با نام زمان و مکان نیز تحت تأثیر گروه‌های ایندی راک معاصر نظیر ماونت ایری و مای بلادی ولنتاین قرار گرفته‌است. پری که ژاپنی-بریتانیایی دارد، در آثار گروه هم به زبان ژاپنی و هم انگلیسی آواز می‌خواند و رپ می‌کند.